# Verka Borisova
Verka Borisova (búlgaro: Верка Борисова) (26 de febrero de 1955) es una exjugadora de voleibol de Bulgaria. Su apellido de casada es Stoyanova (Стоянова). Fue internacional con la Selección femenina de voleibol de Bulgaria. Compitió en los Juegos Olímpicos de Moscú 1980 en los que ganó la medalla de bronce. Jugó los cinco partidos y fue elegida como mejor colocadora del campeonato.